# Germano Celant
Germano Lucio Celant (Genova, 11 settembre 1940 – Milano, 29 aprile 2020) è stato un critico d'arte e direttore artistico italiano.

## Biografia
Studiò all'Università degli Studi di Genova, dove fu allievo di Eugenio Battisti.
Nel 1967 coniò la definizione di "arte povera" per designare un gruppo di artisti italiani: Alighiero Boetti, Luciano Fabro, Jannis Kounellis, Giulio Paolini, Pino Pascali ed Emilio Prini, esposti nella prima mostra alla Galleria La Bertesca di Genova, destinati a riscuotere un grande successo internazionale negli anni successivi. Sempre alla Bertesca di Genova presentò in contemporanea Im-Spazio (Bignardi, Ceroli, Icaro, Mambor, Mattiacci, Tacchi). Questi artisti, secondo la presentazione del critico nel catalogo, operavano in una "nuova dimensione progettuale che mira ad intendere lo spazio dell'immagine, non più come contenitore ma come campo di forze spazio-visuali. Le loro opere presentano una strutturazione aperta di frammenti visivi, formano Im-Spazio a circolo aperto, a tempo reale [...] che agisce con e sullo spettatore".
Celant delineò la teoria e la fisionomia del movimento attraverso mostre e scritti come Conceptual Art, Arte Povera, Land Art del 1970.
Dopo la mostra Off Media, svoltasi a Bari nel 1977, iniziò a collaborare col Museo Guggenheim di New York, del quale divenne in seguito senior curator.
Sempre al Guggenheim allestì nel 1994 la mostra Italian Metamorphosis 1943-1968, nel tentativo di avvicinare l'arte italiana alla cultura americana. L'intendimento di internazionalizzare l'arte italiana aveva già caratterizzato le mostre al Centre Pompidou di Parigi (1981), a Londra (1989) e a Palazzo Grassi a Venezia (1989).
Nel 1996 curò la prima edizione della Biennale di Firenze Arte e Moda, evidenziando un concetto di arte in costante evoluzione, strettamente connesso con la cultura contemporanea intesa come espressione dinamica di una creatività globale. Nel 1997 venne nominato direttore della 47ª Biennale d'Arte di Venezia.
Collaboratore di note riviste fra le quali L'Espresso e Interni, Celant, dopo aver realizzato a Genova la grande mostra Arti & Architettura (2004), fu dal 1995 al 2014 direttore e successivamente sovrintendente artistico e scientifico della Fondazione Prada a Milano; dal 2005 curatore della Fondazione Aldo Rossi a Milano e dal 2008 della Fondazione Emilio e Annabianca Vedova a Venezia. Inoltre organizzò la mostra Arts & Foods alla Triennale di Milano, in occasione di Expo 2015.
Il ricco compenso di 750.000 euro, assegnato dall'Expo 2015 al critico genovese per la curatela e la direzione artistica dell'Area Tematica Food in Art del 2015, scatenò immediatamente una polemica: il critico d'arte Demetrio Paparoni si appellò infatti al sindaco di Milano Giuliano Pisapia contro la cifra spropositata, considerando che il compenso destinato al direttore dell'ultima Biennale di Arti visive Massimiliano Gioni, nonché al suo successore Okwui Enwezor, sarebbe stato ''appena'' di 120.000 euro. Dall'accusa Celant si era difeso, asserendo che il totale della cifra avrebbe incluso anche la retribuzione del general contractor dell'intera iniziativa, lo staff e le tasse, dal momento che l'Expo mancava di una sua struttura organizzativa interna.
Nel 2016 fu Project Manager dell'opera di Christo The Floating Piers sul Lago d'Iseo.
Celant morì il 29 aprile 2020 a Milano, vittima di complicazioni da COVID-19. È sepolto nel cimitero di Lambrate.